# ترخس داكن اللون
ترخس داكن اللون (الاسم العلمي:Trechus aquilus) هو نوع من الحشرات يتبع جنس الترخس من فصيلة الخنافس الأرضية.